# Pietro Giannelli
Pietro Gianelli (Terni, 11 de agosto de 1807 – Roma, 5 de novembro de 1881) foi um cardeal e arcebispo católico italiano.

## vida
Gianelli estudou filosofia, teologia e direito civil e canônico na Universidade de Perugia em Terni e na Universidade de La Sapienza em Roma. Foi ordenado sacerdote em 1831 e recebeu o título de prelado da casa papal. Eventualmente ele se tornou um auditor na Câmara Apostólica . Em 1851 tornou-se auditor da nunciatura em Nápoles, de 1852 a 1853 ocupou o mesmo cargo na nunciatura na França.
Após um período como auditor da Rota Romana a partir de 1852, o Papa Pio IX o nomeou. em março de 1858 núncio em Nápoles e no mês seguinte arcebispo titular de Sardes . A consagração episcopal concedida a ele em 6 de junho de 1858 o cardeal Costantino Patrizi Naro; Os co-consagradores foram Dom Antonio Ligi-Bussi e Dom Giuseppe Cardoni. Em 1861 tornou-se Pró-Secretário da Congregação e em março de 1868 seu Secretário, cargo que permaneceu até 1875. Lá ele se tornou um confidente próximo do Cardeal Prospero Caterini, cujas posições e atitudes conservadoras ele compartilhava. Ele esteve envolvido na preparação do Concílio Vaticano I , do qual participou de 1869 a 1870. Ele era um defensor do dogma papal da infalibilidade .
No consistório de 15 de março de 1875, Pio IX. ele como cardeal sacerdote de Sant'Agnese fuori le mura para o Colégio dos Cardeais. Em 1877 tornou-se Presidente do Pontifício Conselho para os Assuntos Públicos . Após a morte do Papa, o Cardeal Gianelli participou do conclave de 1878 convocado e foi eleito o Papa Leão XIII.
Morreu três anos depois em Roma, aos 74 anos, e foi sepultado no cemitério Campo Verano .

## Link externo
- Salvador Miranda. fiu.edu – The Cardinals of the Holy Roman Church (em inglês). Universidade Internacional da Flórida http://cardinals.fiu.edu/ Em falta ou vazio |título= (ajuda)
- Cheney, David M. «Pietro Gianelli» (em inglês). Catholic-Hierarchy.org